# Peaky Blinders
Os Peaky Blinders foram uma organização criminosa, originalmente de Birmingham, Inglaterra, que operava no território das Midlands Ocidentais, desde o final do século XIX até aos anos 30 do século XX. O grupo possivelmente liderado por Thomas Gilbert, que nasceu das duras privações econômicas e sociais da classe trabalhadora britânica, era composto em grande parte por jovens desempregados que rapidamente obtiveram poder social e influência política através de roubos, fraude, contrabando, sequestros e outras atividades ilícitas como a manipulação de apostas de corridas de cavalos. Os membros deste grupo usavam a roupa como forma de identificação, que incluía casacos personalizados e feitos à medida, sobretudos com lapela, coletes abotoados, lenços de seda, calças à boca de sino, botas de couro e boinas pontiagudas com pala. Eram altamente organizados e funcionavam com um sistema de hierarquia próprio. 
O poder dos Peaky Blinders começou a surgir após estes começarem a disputar pelo território de Birmingham e de outros distritos vizinhos, cimentando o seu domínio quando derrotaram vários grupos rivais, como os "Sloggers". Mantiveram o controle do território por quase vinte anos, até 1910, quando uma gangue maior, os Birmingham Boys, liderados por Billy Kimber, os dominou. Apesar do gangue ter desaparecido na década de 1930, o nome Peaky Blinders ainda hoje é utilizado como sinónimo de qualquer gangue de rua em Birmingham.
Em 2013, a história do gangue serviu de inspiração para a série de televisão da BBC, Peaky Blinders. Estrelada por Cillian Murphy, Sam Neill, Helen McCrory, Anabelle Wallis, Paul Anderson, Joe Cole e Tom Hardy, conta a história de uma família fictícia e dos seus crimes, em Birmingham, logo após a Primeira Guerra Mundial.

## Etimologia
Diz-se que a origem popular do nome Peaky Blinder deriva da prática dos membros da gangue costurarem ferraduras nas costuras das palas das suas boinas, podendo as usar como armas. O autor britânico John Douglas, de Birmingham, afirmou que essa teoria o inspirou fortemente no seu romance A Walk Down Summer Lane (1977), onde membros de gangue usavam lâminas de barbear, costuradas nos seus bonés, para atacar os seus inimigos, potencialmente cegando-os, ou cortando-lhes a testa, causando o derramamento de sangue nos olhos dos inimigos e consequente cegueira temporária. No entanto, como o primeiro sistema de barbeador substituível foi criado em 1903 nos Estados Unidos, e somente em 1908 foi aberta a primeira fábrica que os fabricava na Grã-Bretanha, essa versão do nome é considerada apócrifa.
O historiador Carl Chinn acredita que o nome provém em referência à elegância de alfaiataria da gangue, explicando ainda que o uso popular de peaked ("pico" ou "pontiagudo") na época se referia a qualquer chapéu com pala arrebitada ou alta. Blinder ("antolhos", "cegante" ou "ofuscante") era um termo familiar de gíria de Birmingham (ainda usado hoje em dia) para descrever algo ou alguém de aparência elegante. Uma explicação adicional pode ser a do próprio comportamento criminoso do grupo, já que eram conhecidos por esgueirarem-se por trás das suas vítimas e puxarem-lhes o chapéu, tapando o rosto destas, de modo a que não pudessem descrever quem os tinha atacado ou roubado.

## História
As duras dificuldades econômicas vividas em Inglaterra, durante a segunda metade do século XIX, levaram à manifestação de uma subcultura de violência nas camadas mais jovens da população. Durante a década de 1890, os jovens mais pobres e, na sua grande maioria, oriundos de famílias numerosas ou até mesmo órfãos, para sobreviverem à vida nas ruas ou nas favelas das grandes cidades britânicas, recorriam às práticas da mendigagem, roubo e actos de carteirismo, muitas vezes executados por meio de agressões, espancamentos, esfaqueamentos e até estrangulamento. Muitos jovens juntavam-se aos inúmeros gangues de rua, cujas idades dos seus membros consistia geralmente entre os doze e os trinta anos de idade, e seguiam uma hierarquia simples, oscilando com a entrada e saída de novos elementos.

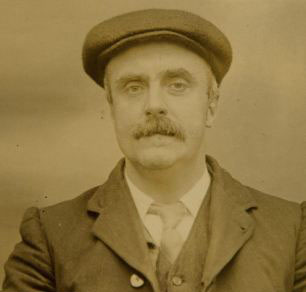
Thomas Gilbert, membro e possível fundador dos Peaky Blinders.

Na década de 1890, das gangues de rua mais violentas de Birmingham, sobressaía um grupo singular conhecido por Peaky Blinders, sendo o membro mais poderoso e influente desse grupo Kevin Mooney. O seu verdadeiro nome era Thomas Gilbert; no entanto, mudava de nome rotineiramente, utilizando outras identidades, tais como Thomas Mucklow. Descendente de famílias ciganas romnichals, muitas das aquisições de terras realizadas pelo grupo foram por ele iniciadas. Especula-se que foram fundados em Small Heath, numa das favelas mais pobres do distrito, como sugerido por um artigo de jornal intitulado "Um ultrajante assassinato em Small Heath, crânio de um homem fraturado" (impresso na segunda-feira, 24 de março de 1890, edição do The Birmingham Mail), sendo este artigo a evidência mais antiga da existência do grupo de crime organizado. No artigo referido, é relatado o ataque a George Eastwood, um jovem homem, que faleceu, vítima dos danos causados por vários homens, após um linchamento realizado à saída de um pub local.

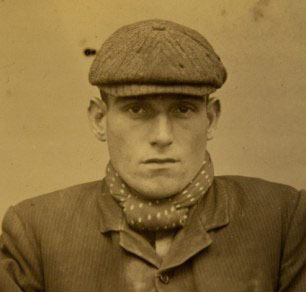
Stephen McHickie, membro dos Peaky Blinders.

As suas primeiras atividades giravam principalmente em torno da ocupação de terras favoráveis, sobretudo nas pequenas comunidades de Small Heath e Cheapside de Birmingham. A sua expansão foi rapidamente notada pelo seu primeiro gangue rival, os "Cheapside Sloggers". Também chamados simplesmente por "Sloggers", este grupo teve origem em 1870 e eram conhecidos pelas brigas ou rixas de rua nas áreas de Bordesley e Small Heath, para além de atacarem a cabeça das suas vítimas com as fivelas dos seus cintos e utilizarem pedras como arma de arremesso contra os proprietários que recusavam pagar pela sua protecção, como principal assinatura do gang. Durante meses, os Peaky Blinders lutaram contra os seus rivais num esforço desmesurado para controlar o domínio na terra.
Os membros mais proeminentes foram David Taylor, Earnest Bayles, Harry Fowles, Stephen McHickie e Thomas Gilbert. Todos tinham cadastro desde tenra idade. David Taylor foi preso aos 13 anos por andar com uma arma carregada em sua posse. Harry Fowles, conhecido como "Harry, Cara de Bebé" ("Baby-faced Harry"), foi preso aos 19 anos por roubar uma bicicleta em Outubro de 1904. Stephen McHickie e Ernest Bayles foram presos, pela mesma ocasião, por roubarem uma bicicleta e invadirem uma casa, respectivamente. Cada um cumpriu pena de prisão de apenas um mês, contudo em outras ocasiões chegaram a cumprir oito meses. Os registros policiais de West Midlands descreveram os presos como "jovens de boca suja que andam pelas ruas bêbados e em grupo, insultando e assaltando os transeuntes".

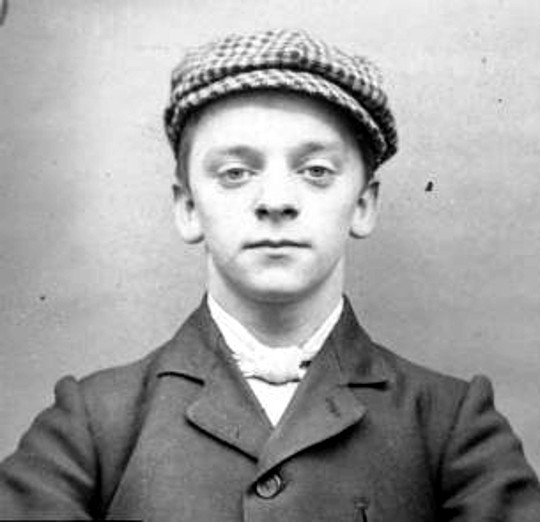
Harry Fowles, membro dos Peaky Blinder.

Os membros da gangue usavam roupas feitas à medida, o que era incomum para os grupos de crime organizado da época. Quase todos os membros usavam um boné ou boina com uma pequena pala achatada e um sobretudo, geralmente com calças à boca de sino e jaquetas de botão. As condições climáticas das favelas levaram os membros a incorporar botas de couro com biqueira de aço. Os membros mais ricos usavam lenços de seda e colarinhos engomados com botões de gravata em metal. O seu traje distinto era facilmente reconhecível pelos habitantes da cidade, polícia e membros de gangues rivais. As esposas, namoradas e amantes dos membros da gangue eram conhecidas por usarem roupas luxuosas. Colares de pérolas, sedas, estolas de pelo e lenços coloridos eram bastante comuns.

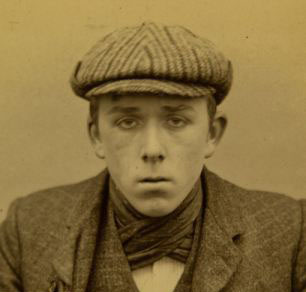
Ernest Bayles, membro dos Peaky Blinders.

Após terem estabelecido o controlo sobre o seu território, no final do século XIX, começaram a expandir o seu empreendimento criminoso. As suas principais actividades passaram a incluir esquemas de proteção, fraude, suborno, contrabando, sequestro, roubo e manipulação de corridas de cavalos e apostas. A historiadora Heather Shor, da Universidade de Leeds, afirma no entanto que os Peaky Blinders estavam mais focados em brigas de rua, roubos e extorsão, em oposição ao crime organizado. 
Após quase uma década de domínio financeiro e social, para além de obterem uma forte influência política, o seu poder e fama atraiu a atenção de Sir Charles Haughton Rafter, chefe da polícia, de origem irlandesa, contratado para fazer cumprir a lei local em Birmingham e exterminar os gangues. Através de uma forte perseguição policial, da realização de várias apreensões de mercadorias roubadas e detenções, e de novas reformas na justiça, que impunham penas mais severas para os crimes mais violentos, apesar de terem sido realizados alguns subornos, nomeadamente a pequenas patentes da força policial, pelos líderes do grupo, o poder do gangue foi diminuindo com os anos. Outras razões apontadas para o declínio dos Peaky Blinders durante a viragem do século, implicam um melhoramento nas condições de vida da classe operária, passando a existir em Birmingham mais jovens a estudar ou a trabalhar em novos ofícios, auxiliados por uma variedade de iniciativas da igreja, tais como os youth clubs ou ainda as escolas de boxe.
No início do século XX, um gangue maior, de nome Birmingham Boys, com muitos membros provenientes de um outro extinto grupo conhecido por Brummagem Boys e com várias alianças a outros gangues, tais como os Elephant Mob, Camden Town Gang ou ainda o gangue judeu Bessarabian Tigers de East End de Londres, emergiu. Liderados por William "Billy" Kimber, a galopante expansão deste gangue nos circuitos e distritos circundantes a Birmingham gerou violentos confrontos com os Peaky Blinders, e em pouco tempo levou os membros e as suas famílias a se distanciarem do centro da cidade para o campo, onde estariam em segurança e poderiam tentar recuperar o seu poder na clandestinidade. No entanto, com a breve retirada dos Blinders do submundo do crime, e aproveitando-se da distração dos Birmingham Boys, outro gangue, gerido por famílias da máfia italiana a viver em Londres, o gangue Sabini, liderados por Charles "Darby" Sabini, aproveitou o momento e atacou as restantes famílias do crime organizado de Birmingham, dissolvendo-as e solidificando o seu controlo político sobre o centro da Inglaterra na década de 1930, tornaram-se num dos gangues mais influentes e poderosos da primeira metade do século XX.
À medida que o grupo de crime organizado conhecido como Peaky Blinders diminuía o seu poder desde o início do século XX até efectivamente se extinguir nos anos 30, o seu nome passou a ser utilizado como termo genérico para descrever grupos de jovens violentos até aos dias de hoje.

## Na cultura popular

###### Cinema e televisão

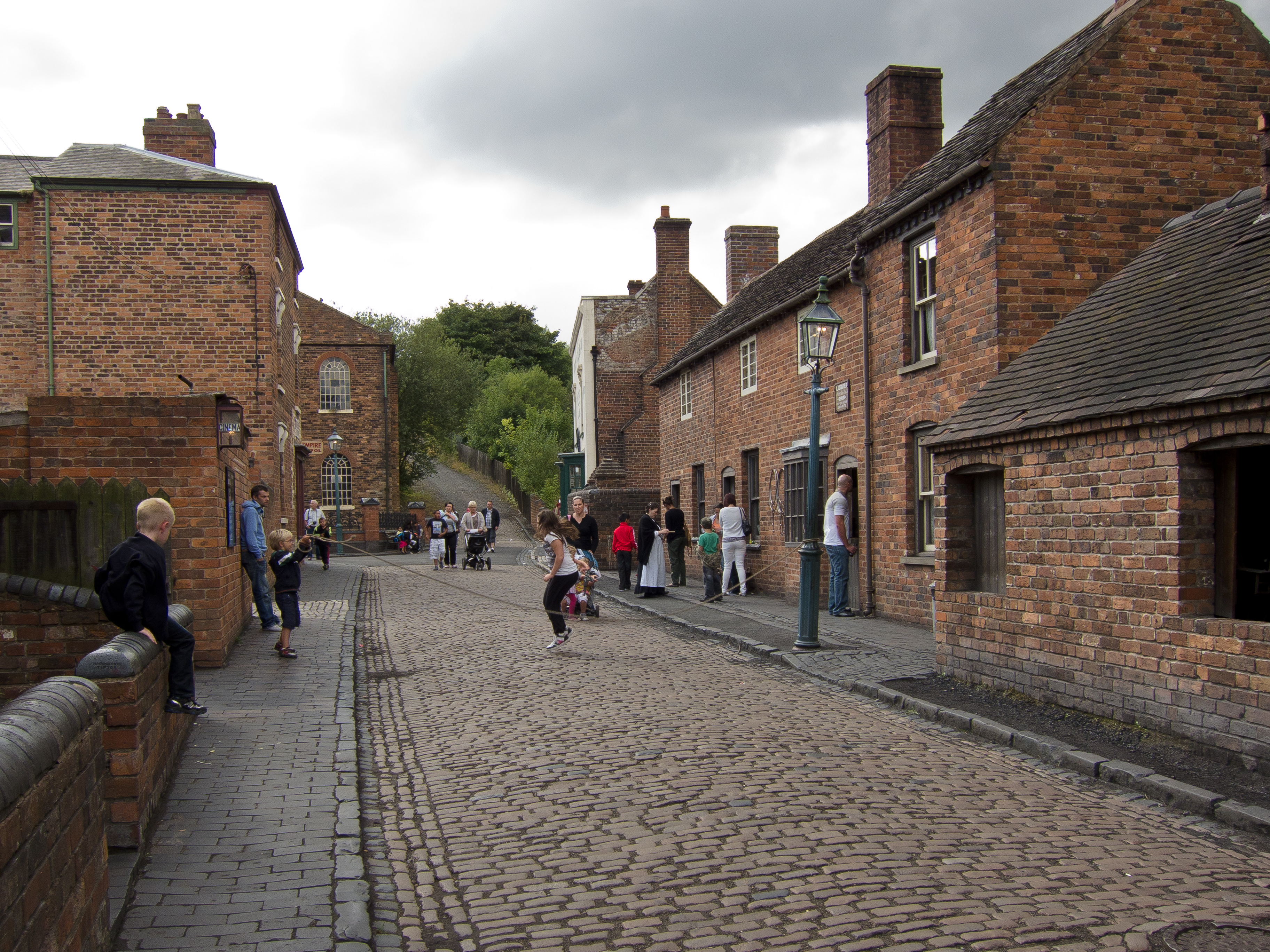
Black Country Living Museum

A série dramática de televisão da BBC Peaky Blinders, protagonizada por Cillian Murphy, Sam Neill e Helen McCrory, estreou em setembro de 2013. Inspirada nos eventos e história da associação criminosa de Birmingham, a série apresenta a história fictícia de vários elementos da família Shelby, enquanto disputavam, sem olhar a meios, pelo domínio da cidade de Birmingham contra os Birmingham Boys, o gangue Sabini e as forças da lei, após a Primeira Guerra Mundial. Muitas das filmagens no exterior foram realizadas no Black Country Living Museum, um premiado museu ao ar livre que recria a vida quotidiana da localidade durante a Revolução Industrial e outros períodos do início do século XX em Inglaterra, localizado em Dudley, nas West Midlands.

###### Literatura
Na literatura, a sua história serviu de forte inspiração para o romance "A Walk Down Summer Lane" de John Douglas, em 1977.
Em 1987, Douglas V. Jones retratou histórias reais da cidade de Birmingham e da organização criminosa durante o final do século XIX até meados do século XX, no livro "Sidelights on a City: An Evocation of Birmingham in the Late 19th and Early 20th Centuries".
Em 2010, no livro de investigação sobre o crime organizado de Birmingham, "The Gangs of Birmingham" de Philip Gooderson, a sua história é retratada num capítulo.
Aproveitando o sucesso da série de televisão, em 2014, Carl Chinn revelou no seu livro "The Real Peaky Blinders: Billy Kimber, the Birmingham Gang and the Racecourse Wars of the 1920s" a verdadeira história do grupo e as vidas dos seus principais elementos até à sua extinção pelo gangue Sabini.

###### Música
Em 2019, a banda dinamarquesa de metal Volbeat lançou a música "Cheapside Sloggers", do álbum "Rewind, Replay, Rebound", referindo-se à história da gangue rival dos Peaky Blinders.